# DB-Baureihe 611
Die DB-Baureihe 611 sind zweiteilige Triebzüge mit Neigetechnik für den schnellen Schienenpersonennahverkehr, die von der Deutschen Bahn beschafft und eingesetzt wurden. Die Fahrzeuge waren Nachfolger der Baureihe 610. Im Gegensatz zur Baureihe 610 bewährten sich die von Adtranz neuentwickelten Fahrzeuge nicht. Ihr planmäßiger Einsatz endete im Juni 2019.
Im Unterschied zum Vorgänger wurden die Triebzüge nicht mit der hydraulischen Fiat-Neigetechnik, sondern einer aus der deutschen Militärtechnik abgeleiteten elektrischen Neigetechnik ausgestattet. Große Probleme hatten vor allem die Neigetechnik und Anrisse in klassischen, aber neu optimierten Fahrwerksteilen bereitet. Infolgedessen wurden die Fahrzeuge lange Zeit mit geringen Geschwindigkeiten gefahren und die aktive Neigetechnik kam nicht zum Einsatz. Aufgrund der Probleme wurde eine Option zum Abruf 50 weiterer Triebzeuge dieser Baureihe nicht eingelöst. In der Folge schrieb die Deutsche Bahn einen neuen Auftrag aus, der wieder an die Firma Adtranz aus Hennigsdorf und der Nachfolge-Baureihe 612 ging. Diese wurde in weiten Teilen neuentwickelt, um den Problemen mit der Neigetechnik bei der DB-Baureihe 611 zu begegnen.

## Beschaffung
Die Beschaffung der Triebzüge der Baureihe 611 wurde im Zuge der Regionalisierung des Regionalverkehrs durch Verkehrsverträge zwischen der Deutschen Bahn und den Ländern Rheinland-Pfalz, Baden-Württemberg, Nordrhein-Westfalen und dem Saarland in den 90er Jahren ausgelöst.

Für das Betriebskonzept in Baden-Württemberg waren 16 Fahrzeuge vorgesehen, die das Land und die Anrainergebietskörperschaften mit 42 Millionen Euro bezuschussten. Dabei waren drei Fahrzeuge für die Linie Heilbronn – Mannheim, sieben für die Linie Stuttgart – Tübingen – Sigmaringen und sechs für die Linie Basel – Singen – Lindau vorgesehen.

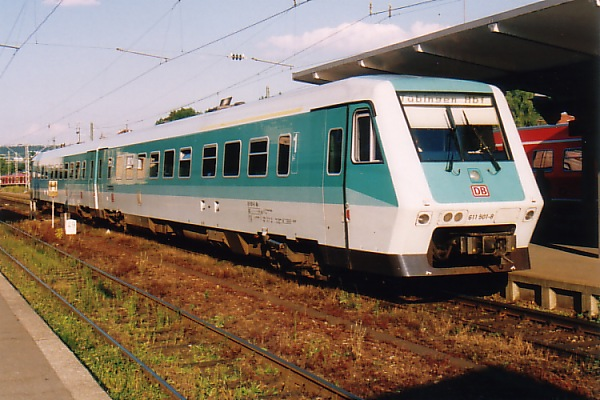
Triebwagen der Baureihe 611 im Auslieferungszustand

Das Land Rheinland-Pfalz sah zur Verwirklichung eines neuen Regional-Schnellbahn-Konzeptes die Beschaffung von 29 Fahrzeugen vor und beteiligte sich an der Beschaffung mit 55 Millionen DM. Im Zusammenhang mit dem Bau der Schnellfahrstrecke Köln–Rhein/Main, vereinbarten das Land Rheinland-Pfalz und der Bund die Finanzierung von acht Fahrzeugen durch den Bund mit einem Höchstbetrag von 19,8 Millionen Euro. Der Rechnungshof Rheinland-Pfalz kritisierte, dass die Bundesförderung nicht wie vereinbart in die späteren Verkehrsverträge einbezogen wurde. Neun Fahrzeuge waren für die Linie Saarbrücken – Trier – Köln vorgesehen. Bei dieser länderübergreifenden Linie förderten neben Rheinland-Pfalz, das Saarland die Beschaffung eines Fahrzeuges und das Land Nordrhein-Westfalen die Beschaffung von vier Fahrzeugen. Das Land Nordrhein-Westfalen übernahm dabei die Hälfte der Beschaffungssumme der vier Fahrzeuge.

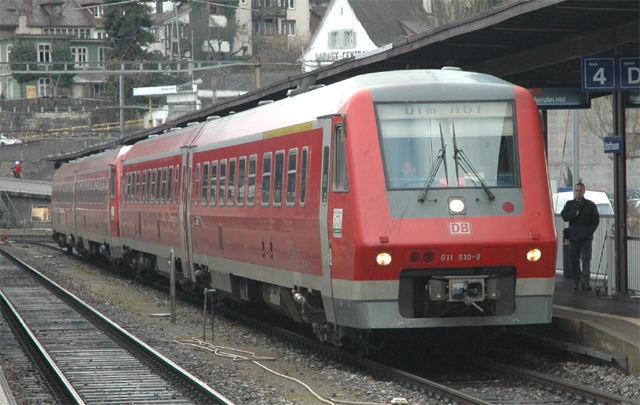
Triebwagen der Baureihe 611 mit verkehrsroter Lackierung (2006)

Obwohl der Hersteller AEG Schienenfahrzeuge mit an dem Konsortium zum Bau der Vorgängerbaureihe 610 beteiligt war, bevorzugte dieser in der Ausschreibung der Baureihe 611, die Entwicklung eines neuen Fahrzeuges. Grund dafür war die Beteiligung des Konkurrenten Duewag an dem Konsortium und die teure Beschaffung der hydraulischen Tiltronix-Neigetechnik durch den Lizenzgeber FIAT. Außerdem konnte der Platzbedarf der Neigetechnik reduziert werden, womit die Zahl der Sitzplätze stieg. Mit der Privatisierung der Deutschen Bundesbahn wurde der Prozess der Fahrzeugbeschaffung grundlegend geändert. Während zuvor die Bundesbahn die Entstehung neuer Fahrzeugtypen mitbegleitet hat, ist die Baureihe 611 eines der ersten Fahrzeuge gewesen, das der Fahrzeughersteller selbstständig nach Anforderungskatalog aus der Ausschreibung der Deutschen Bahn entwickeln, fertigen und voll einsatzfähig für den Fahrgasteinsatz auf die Schiene stellen musste. Zwischen Bestellung und Ablieferung der ersten Fahrzeuge vergingen 25 Monate. Gegenüber der Presse gab der Hersteller Adtranz an, dass die Entwicklungszeit der Baureihe 611 zu knapp bemessen war und die Vorgängergesellschaft AEG Schienenfahrzeuge den Auftrag sehr optimistisch eingeschätzt hatte. Der Hersteller wolle darüber nachdenken, bei weiteren Fahrzeugserien im Vorfeld wieder Prototypen zu entwickeln.
Die Triebwagen der Baureihe 611 wurden in den damals aktuellen Produktfarben der Deutschen Bundesbahn des Nahverkehrs (pastelltürkis/lichtgrau) ausgeliefert und Ende der 1990er Jahre in das aktuelle verkehrsrote Farbschema umlackiert.

### Ausstattung

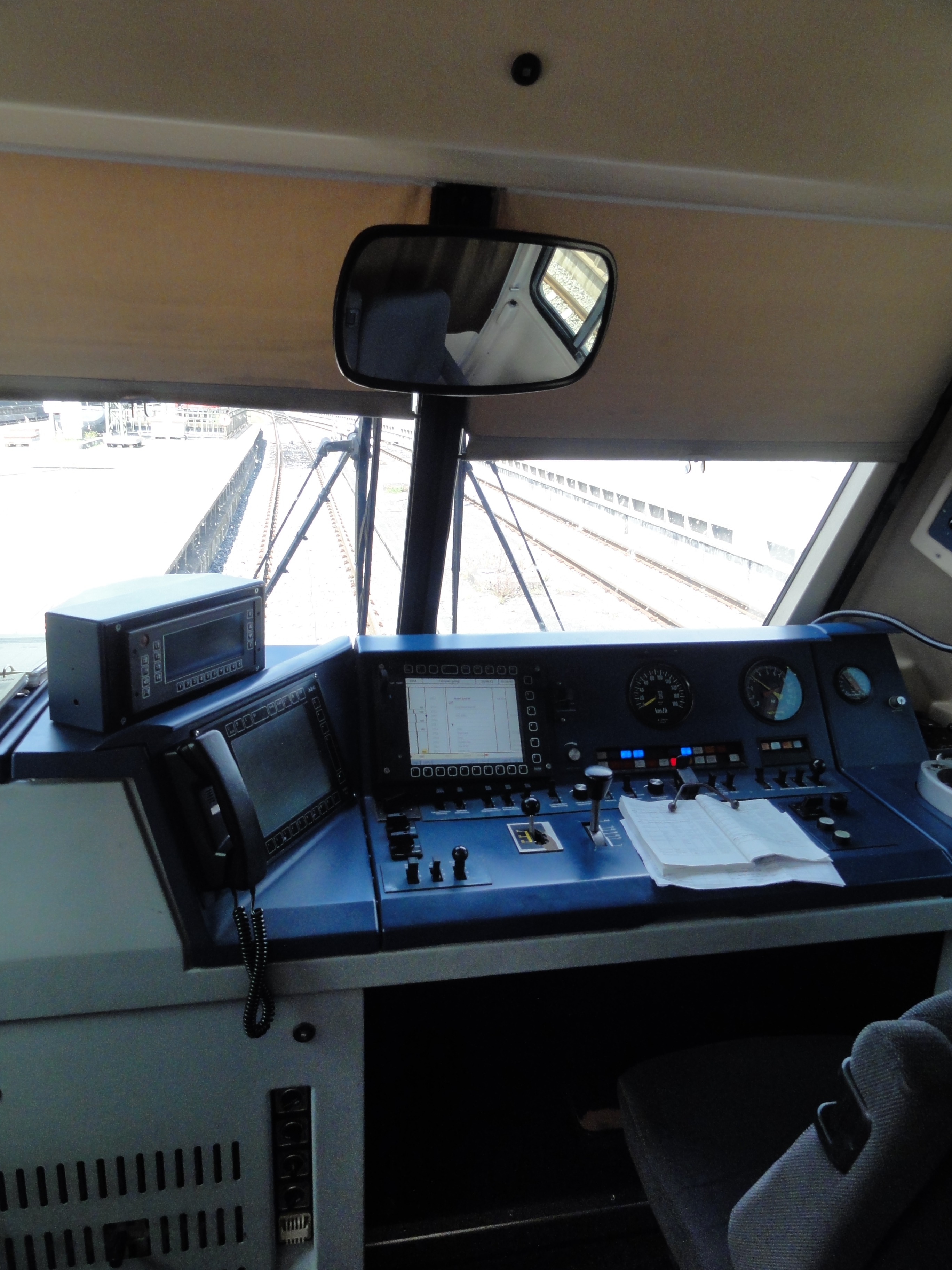
Führerstand der Baureihe 611

Jeder Wagen hatte einen eigenen Antrieb. Der MTU-Dieselmotor (12 V 183 TD 13) war schwingungsisoliert unter dem Wagenkasten aufgehängt und übertrug sein Drehmoment über ein Strömungsgetriebe und eine Gelenkwelle an die beiden Achsen des inneren Drehgestells am Kurzkuppelende. Das Getriebe war ein mikroprozessorgesteuertes, hydrodynamisches Strömungsgetriebe T 312br der Firma Voith mit einem Strömungswandler und zwei Strömungskupplungen.
Für den Wagenkasten wählte man eine ähnliche Konstruktion wie bei der Baureihe 610. Man verwendete Leichtbau-Strangpressprofile und schweißte diese zu einer selbsttragenden Konstruktion zusammen. Die Wagen einer Einheit waren kurzgekuppelt und mit einem Faltenbalgübergang versehen, der den Fahrgästen freien Durchgang ermöglichte. Diese Kurzkupplung konnte nur in der Werkstatt gelöst werden. An den Stirnseiten wurden automatische Scharfenbergkupplungen angebracht, um Mehrfachtraktion zu ermöglichen. Der Wagenkasten wurde primär durch Schraubenfedern und sekundär durch Luftfedern auf den kastenförmigen Drehgestellrahmen abgefedert.
Am Ende des 611.5 stand ein 1.-Klasse-Abteil zur Verfügung. Es waren sowohl Vis-à-vis-Abteile mit vier Sitzplätzen und Tisch als auch Zweier-Reihensitze in einem offenen Großraum vorhanden. Die Beleuchtung des Innenraums erfolgte indirekt über an den Gepäckablagen angebrachte Strahler. Bei Bedarf konnten zusätzliche Leseleuchten an jedem Sitzplatz eingeschaltet werden. Um den Fahrgastraum betreten zu können, stand an jedem Wagenende eine Drehtür zur Verfügung. Einige der Fenster ließen sich bei Bedarf im oberen Bereich kippen. Dies wurde jedoch in der Regel durch eine Verriegelung verhindert, damit die Klimaanlage ihre Wirkung voll entfalten kann. Zwei Fahrzeuge verfügten über Audiomodule in den Armlehnen, über die der Fahrgast mit Hilfe eingesteckter Kopfhörer verschiedene Radio- und Musikprogramme hören konnte. Die dazu notwendige Technik war in einem zusätzlichen Schaltschrank im Vorraum untergebracht. Mit dem Redesign der Fahrzeuge wurde diese Zusatzausrüstung entfernt.
In den Jahren 2003 bis 2005 wurde der Innenraum sämtlicher Triebwagen neu gestaltet. Die Grundaufteilung des Fahrgastraums blieb dabei weitgehend erhalten. Das Hauptaugenmerk der Neugestaltung (bahnintern als Redesign bezeichnet) lag auf neuen, modernen Farben (blau und silber) im Stil des aktuellen Designs von DB Regio. Die Sitze der ersten Klasse wurden erneuert und der Mehrzweckraum vergrößert, um mehr Fahrräder befördern zu können. Hierzu wurden die bis dato vorhandenen Trennwände herausgenommen.

## Einsatz

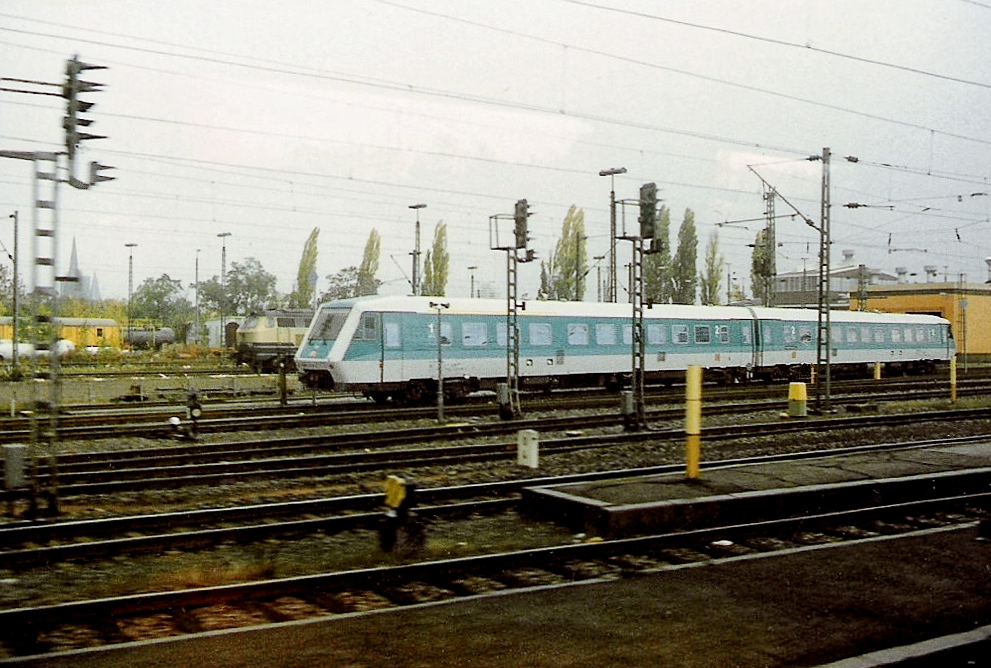
Triebwagen der Baureihe 611 in Kaiserslautern (1996)

Der Einsatz der Baureihe 611 begann am 29. September 1996 zwischen Mannheim und Heilbronn auf der Neckartalbahn. Mit finanzieller Beteiligung des Landes und der Anliegerkommunen wurden die Neigetechnikfahrzeuge für diese Linie beschafft, um Heilbronn schnell an die Fernverkehrszüge in Heidelberg und Mannheim anzubinden. Bereits am 13. Oktober 1996 wurde dieser Einsatz, wegen zahlreicher Pannen, unterbrochen. 26 Prozent der Fahrten sollen in dieser Zeit ihren Endbahnhof nicht erreicht haben. Bis im Dezember 1996 ein erneuter Einsatzversuch gestartet werden sollte, wurden die Fahrzeuge beim Hersteller überarbeitet und auf der Neckartalbahn ohne Fahrgäste getestet.
Am 19. Dezember 1996 brach eine Gelenkwelle an einem Fahrzeug und beschädigte den Treibstofftank, aus dem 800 Liter Diesel ausliefen. Die anschließend eingesetzten, nicht neigefähigen Ersatzfahrzeuge benötigten nur fünf Minuten länger als die Neigetechnikfahrzeuge. Der Hersteller Adtranz musste später eingestehen, dass Motor und Getriebe nicht richtig aufeinander abgestimmt waren und es durch starke Fliehkräfte bei Kurvenfahrten zum Bruch von Gelenkwellen kommen konnte. Bis zum 31. Mai 1997 überarbeitete der Hersteller die Gelenkwellen, womit die Fahrzeuge wieder auf der Neckartalbahn eingesetzt werden konnten. Ab September 1997 wurde der Betrieb der Baureihe auf weitere Strecken ausgedehnt.
Ab dem 28. September 1997 nahmen die Fahrzeuge den Betrieb auf der Linie Frankfurt – Saarbrücken über die Nahetalbahn auf. Durch die Neigetechnik konnte hier die Fahrzeit um 14 Minuten reduziert werden und die Linie optimal in den Taktknoten Saarbrücken eingebunden werden. Zum selben Zeitpunkt begann auch der Einsatz auf den Linien Karlsruhe – Neustadt und Stuttgart – Tübingen.
Am 15. Dezember 1997 startete der Betrieb der Fahrzeuge auf der Lahntalbahn zwischen Koblenz und Gießen. Hier konnte die Fahrzeit um 11 Minuten reduziert werden und zusätzlich der Halt in Eschhofen bedient werden. Durch die kürzere Fahrzeit konnte die Linie besser in den Taktknoten Koblenz integriert werden. Zum selben Zeitpunkt wurde der Betrieb zwischen Köln und Saarbrücken über die Eifel- und die Saarstrecke aufgenommen, der mit dem Fahrplanwechsel im Mai 1998 unter der Liniennummer RE 20 als Eifel-Saar-Express vermarktet wurde. Die neue Linie verband beide Städte im Zweistundentakt in etwa dreieinhalb Stunden Fahrzeit. Aber schon wenige Monate nach der Inbetriebnahme der Linie kam es zur Einstellung und ein Ersatzverkehr mit anderen, langsameren Fahrzeugen musste eingeführt werden. Der ursprüngliche Fahrplan konnte fortan nicht mehr eingehalten werden. Ursache für die Probleme mit den Fahrtzeiten war die Reduzierung der Höchstgeschwindigkeit der Baureihe auf 120 km/h im Mai 1998 aufgrund des Bruchs einer Drehgestellkoppelstange und die anschließende Flottenstillegung im September 1998. Der Fahrplan auf der teils eingleisigen Eifelstrecke geriet durch die Einschränkungen an den Fahrzeugen völlig durcheinander. Die RE-Züge von Saarbrücken verkehren seitdem wieder nach Koblenz mit Anschluss in Trier an Züge über die Eifelstrecke nach Köln. Da die konventionellen Züge nicht die Fahrzeiten der Neigezüge erreichen konnten, konnte auch die kürzere Reisezeit zwischen Köln und Saarbrücken durch die Eifel nicht mehr erreicht werden. Die beiden Regional-Express-Linien verpassten sich in Trier um 20 Minuten, obwohl die Ankunfts- und Abfahrtszeiten in Saarbrücken und Köln gleich blieben. Im Fahrplanjahr 2000 wurde ein Versuch zur Wiedereinführung der Linie unternommen, der sehr schnell durch neue technische Probleme an den Fahrzeugen zurückgenommen werden musste. Weitere Versuche zur Wiedereinführung der schnellen RE-Linie gab es danach nicht mehr. Im November 1998 setzte der Bahnchef Johannes Ludewig dem Hersteller Adtranz eine letzte Frist, die Fahrzeuge bis zum Fahrplanwechsel im Mai 1999 wieder uneingeschränkt in den Fahrgastbetrieb zu bringen. Ansonsten wolle er die Fahrzeuge dem Hersteller vor die Tür stellen und den Kaufpreis von 250 Millionen DM zurückfordern.
Mit dem Fahrplanwechsel im Mai 1998 wurde ein Vorlaufbetrieb der Hochrhein-Bodenseegürtel-RE-Neitech-Verbindung zwischen Basel und Lindau mit der Baureihe 611 gestartet. Aufgrund von Verzögerungen beim Infrastrukturausbau konnte das endgültige Fahrplankonzept erst zum Fahrplanwechsel am 5. November 2000 eingeführt werden. Dieses sah stündliche Verbindungen zwischen Basel und Singen vor mit zweistündlicher Verlängerung nach Lindau. Die neue Linie sollte die Region fernverkehrsähnlich erschließen und einen wichtigen Baustein zur Realisierung des Integralen Taktfahrplans darstellen. Gegenüber dem Fahrplan 1998/1999 ergaben sich Reisezeitverkürzungen zwischen Basel und Lindau von 67 Minuten. Mit dem Fahrplanwechsel im Dezember 2004 wurde der Linienabschnitt Friedrichshafen – Lindau aufgegeben und die Linie zum neuen Ziel Ulm verlegt. Grund dafür war die Neigetechnikabschaltung im Sommer 2004 und das daraus resultierende Verpassen von Anschlüssen.
Aufgrund der anhaltenden technischen Probleme mit den Fahrzeugen der Baureihe 611 behielt das Land Rheinland-Pfalz jährlich Vertragsstrafen in Millionenhöhe für die Nahverkehrsleistungen im Land ein. Für Dezember 2001 setzte der rheinland-pfälzische Verkehrsminister Hans-Artur Bauckhage der Deutschen Bahn ein Ultimatum, um nachzuweisen, dass die Baureihe 611 stabil und uneingeschränkt einsatzfähig sei. Er forderte das Unternehmen auf, die Baureihe in Rheinland-Pfalz vollständig durch das zuverlässigere Nachfolgemodell 612 zu ersetzen.
Nachdem weitere Störungen an der Neigetechnik auftraten und alle Leistungen in Rheinland-Pfalz auf das Nachfolgemodell umgestellt wurden, wurde 2003 die Stationierung der Fahrzeuge auf das Bahnbetriebswerk Ulm konzentriert und das Einsatzgebiet auf Linien in Baden-Württemberg beschränkt. Von Ulm aus kamen die Züge bis nach Stuttgart, Lindau (Bodensee) und Basel Bad Bf zum Einsatz. Ebenfalls bediente die Baureihe 611 den Regional-Express von Neustadt (Schwarzw) nach Rottweil beziehungsweise Ulm.
Die IRE-Züge auf der Strecke Aulendorf–Tübingen–Stuttgart (Bahnstrecke Herbertingen–Isny, Bahnstrecke Ulm–Sigmaringen, Bahnstrecke Tübingen–Sigmaringen, Bahnstrecke Plochingen–Immendingen und Filstalbahn) wurden bis September 2014 größtenteils ebenfalls durch die Baureihe 611 bedient (seitdem abgelöst durch die Baureihe 612), zudem kam die Baureihe regelmäßig auf verschiedenen Regionalbahn-Linien um Ulm und am Bodensee zum Einsatz. Ab 2008 wurden auch die IREs auf der Bahnstrecke Aalen–Ulm mit der Baureihe 611 gefahren.
Zum September 2014 wurden auf der Zollern-Alb-Bahn zwischen Stuttgart und Aulendorf die Fahrzeuge der Baureihe 611 durch elf Fahrzeuge der Baureihe 612 ersetzt. Im Sommer 2015 erhielt der letzte 611 eine Revision, seitdem sollten revisionspflichtige Triebwagen abgestellt werden, jedoch waren aufgrund von Fahrzeugengpässen weiterhin 7 in Ulm stationiert und kommen im Frühjahr 2019 auf dem IRE Ulm – Aalen sowie den RE und IRE von Ulm nach Donaueschingen zum Einsatz.
Einige Fahrzeuge erhielten 2017 erneut eine Revision.

## Verschrottung
Zum 30. April 2018 wurde die Baureihe 611 auch auf der IRE-Linie Ulm–Basel durch die Baureihe 612 abgelöst, sie wurde seitdem nur noch ersatzweise eingesetzt. Am 5. Juli 2019 wurde der letzte Triebwagen, 611 021, abgestellt.
Bis auf den nach einem Unfall verschrotteten 611 023/523 wurden alle Triebwagen der Baureihe 611 im DB Stillstandsmanagement Mukran abgestellt. Ende 2023 startete die Deutsche Bahn einen letzten Aufruf zum Verkauf der Fahrzeuge vor der Verwertung. 42 Fahrzeuge wurden im Jahr 2024 in Espenhain verschrottet. Im April 2025 wurde weitere 4 Triebzüge nach Espenhain zur Verschrottung überführt.

## Neigetechnik
Im Gegensatz zur hydraulisch betriebenen Pendolino-Neigetechnik von Fiat entwickelte Adtranz ein elektrisches System. Anders als beim Fiat-System werden mittels Sensoren die Beschleunigungskräfte und die Rotationsgeschwindigkeiten, die bei Durchfahrt einer Kurve auf den Wagenkasten und die Drehgestelle einwirken, in sechs Freiheitsgraden (zwei × drei Achsen) gemessen. Der Neigeantrieb wird mittels Elektromotoren über ein Stirnrad und eine Spindel angetrieben, die über einen Gelenkhebel den Wagenkasten um maximal 8° neigt. Wesentlicher Vorteil des als Neicontrol-E bezeichneten Systems ist, dass überhaupt kein Einbauraum im Wagenkasten und nur wenig Wartungsaufwand im Betrieb benötigt wird. Die komplette Neigetechnik konnte unterflur und in den Drehgestellen eingebaut werden, während beim hydraulischen Fiat-System Bauteile im Wagenkasten untergebracht werden mussten.
Das Funktionsprinzip der Neicontrol-E von Adtranz basiert auf den durch AEG Wedel für den Antrieb bzw. Atlas Elektronik Bremen für die Sensorik erarbeiteten Patenten. Diese Patente waren unter anderem durch die von Isaac Newton formulierten Gesetze über die Bewegung träger Körper im Raum inspiriert, bzw. beinhalten auch Know-how von der Stabilisierung der Sichtlinie für die Kanone von Schlachtschiffen und von Kampfpanzern, die während der Fahrt die Visierlinie für die Kanone immer auf das anvisierte Ziel fixieren, wobei die Kanone dieser Sichtlinie, korrigiert um die ballistischen Eigenschaften des verwendeten Geschosses, nachläuft. Zum Vergleich dienen die Patentschriften für die technisch robuste Lösung von Atlas Elektronik Bremen, übernommen von Siemens Steyr, die aber keinerlei direkten Bezug zu den Patenten von Cadillac/Hughes Aircrafts mit anderen Lösungen erkennen lassen.

### Probleme mit der Neigetechnik
Seit September 1996 waren Triebzüge der Baureihe im Einsatz, schon im März 1997 traten erste Mängel mit der Neigetechnik auf. Im September wurde den Triebwagen durch das Eisenbahn-Bundesamt kurzzeitig die Zulassung entzogen, genehmigt wurde danach nur ein Einsatz ohne Neigetechnik mit 120 km/h Höchstgeschwindigkeit. Am 11. September 1998 verfügte das Eisenbahnbundesamt ein Beförderungsverbot für Reisende und eine Herabsetzung der Höchstgeschwindigkeit auf 80 km/h. Grund dafür waren zwei sicherheitsrelevante Ereignisse, die sich seit dem 8. September 1998 ereigneten. So platzte ein Luftbalg der Federung an einem Fahrzeug, der durch eine umgeschlagene Wankstütze durchgescheuert wurde. Bei einem weiteren Fahrzeug fixierte sich der Wagenkasten in einer nicht mittigen Stellung, da sich die Seitenführung des Wagenkastens in einer Führungsrolle verhakte. Einen Monat später durfte die Fahrzeugflotte wieder mit 120 km/h Höchstgeschwindigkeit, ohne Neigetechnik und Einhaltung von Grenzmaßen im Bereich der Federung im Fahrgastbetrieb eingesetzt werden.
Ab Mai 1999 war nach einer technischen Überarbeitung das Fahren mit Neigetechnik wieder zugelassen.
In der folgenden Zeit mussten die Triebwagen immer wieder wegen diverser Probleme, auch mit der Neigetechnik, in die Werkstatt.
Im August 2004 musste die Neigetechnik der Fahrzeuge abgeschaltet werden, da an einem Fahrzeug der Nachfolgebaureihe 612 bei einer Ultraschallprüfung ein Anriss an einer Radsatzwelle festgestellt wurde.
Die Neigetechnik blieb aufgrund dieses Fundes mehrere Jahre ausgeschaltet. Erst ab Dezember 2006 wurde auf vereinzelten Strecken im Bereich des Regionalverkehrs Alb-Bodensee (RAB) wieder bogenschnell gefahren, nachdem die Baureihe 611 mit neuen Molybdän-gehärteten Achsen ausgerüstet worden war. Mit dem Fahrplanwechsel im Dezember 2007 wurden wieder alle Einsatzstrecken der Baureihe 611 mit Neigetechnik betrieben.
Ab dem 21. Oktober 2009 fuhren die Baureihen 611 und 612 nach dem Auftreten von Funktionsstörungen im Neigetechnik-Antrieb erneut mit abgeschalteter Neigetechnik und seit 3. April 2011 wieder mit Neigetechnik.
Ab dem 19. Dezember 2015 fuhren die Baureihen 611 und 612 wegen Funktionsstörungen erneut ohne Neigetechnik. Anfang März 2016 fuhr über die Hälfte der Triebwagen der Baureihe 611 aufgrund getauschter oder überprüfter Linearantriebe wieder bogenschnell mit Neigetechnik. Bogenschnelle Fahrzeuge waren am blauen Punkt an der Frontscheibe zu erkennen.
Von den letzten fünf Fahrzeugen der Baureihe 611 hatten nur noch zwei eine betriebsfähige Neigetechnik, die anderen drei Fahrzeuge fuhren mit abgeschalteter Neigetechnik.
Im Jahr 2013 verklagte die Deutsche Bahn den Hersteller Bombardier auf 160 Millionen Euro Schadensersatz aufgrund der Mängel an den Neigetechnikfahrzeugen der Baureihen 611 und 612 sowie weiteren Nahverkehrszügen. In Verhandlungen konnte zuvor keine Einigung erzielt werden. Im Jahr 2015 wurde der Streit durch einen außergerichtlichen Vergleich beigelegt, wobei über die gezahlte Summe Stillschweigen vereinbart wurde.